# قارچ کرک‌خاکستری
قارچ کرک‌خاکستری (نام علمی: Tricholoma virgatum) نام یک گونه از سرده قارچ کرکی‌لبه است.